# مرض السكري الكاذب كلوي المنشأ
مرض السكري الكاذب كلوي المنشأ (المعروف كذلك باسم مرض السكري الكاذب الكلوي) (بالإنجليزية: Nephrogenic Diabetes Insipidus = NDI) هو أحد أنواع مرض السكري الكاذب يرجع بشكل أساسي لخلل في الكلية. وهو يختلف عن مرض السكري الكاذب عصبي المنشأ، الذي ينتج عن نقص مستوى هرمون فازوبرسين (الهرمون المضاد للتبول). يحدث هذا المرض بسبب استجابة غير مناسبة من الكلية لهرمون فازوبرسين، ما يؤدي لنقص قدرة الكلية على تركيز البول بإعادة امتصاص الماء.

## الأعراض والعلامات
أعراض المرض شبيهة لتلك في مرض السكري الكاذب عصبي المنشأ، وتشمل العطاش، وإخراج كميات كبيرة من البول المخفف (البوال). الجفاف كذلك شائع، وقد يحدث تبول لاإرادي نتيجة للتمدد المزمن للمثانة. بالتحاليل، تكون أسمولية البلازما مرتفعة بينما تنخفض أسمولية البول. ونظرا لكون وظائف الغدة النخامية السليمة، فمن المحتمل أن يكون مستوى هرمون فازوبرسين طبيعيًا أو مرتفعًا. يستمر البوال طالما كان المريض قادرًا على الشرب. إذا أصبح المريض غير قادر على الشرب ولا يزال غير قادر على تركيز البول، يحدثفرط صوديوم الدم بأعراضه العصبية.[بحاجة لمصدر]

## الأسباب

### مكتسب
مرض السكري الكاذب كلوي المنشأ أكثر شيوعًا في شكله المكتسب، ما يعني أن الخلل لم يكن موجودًا عند الولادة. تلك الأشكال المكتسبة لها العديد من الأسباب المحتملة. السبب الأكثر وضوحًا هو خلل كلوي أو نظامي، ويشمل ذلك الداء النشواني، أو مرض الكلى المتعدد الكيسات، أو اختلال اتزان الأملاح، أو خلل كلوي آخر.
الأسباب الرئيسية لمرض السكري الكاذب كلوي المنشأ المكتسب في البالغين والذي يُحدث أعراض هي التسمم بالليثيوم، وفرط كالسيوم الدم.
يؤثر التناول المزمن لليثيون على الأنابيب الكلوية عن طريق دخول خلايا الأنبوبة الجامعة عبر قنوات الصوديوم، ما يؤدي لتراكمه والتدخل في الاستجابة الطبيعية لهرمون فازوبرسين (مقاومة الفازوبرسين) لكن آلية حدوث ذلك ليست مفهومة بشكل كامل حتى الآن.
يسبب فرط كالسيوم الدم زيادة فقد الصوديوم في البول مصحوبًا بفقد المياه، ويرجع ذلك جزئيًا إلى تأثير الكالسيوم عبر المستقبل الحساس للكالسيوم calcium-sensing receptor (CaSR).

### أسموزي
تشمل الأسباب الأخرى للمرض المكتسب: نقص بوتاسيوم الدم، وبوال ما بعد الانسداد، وفقر الدم المنجلي، والداء النشواني، ومتلازمة شوغرن، ومرض الكلى التكيسي، ومتلازمة بارتر، والعديد من الأدوية (أمفوتيريسين ب، وأورليستات، وإيفوسفاميد، وأوفلوكساسين، وسيدوفوفير)
بالإضافة إلى الخلل الكلوي والنظامي، قد يحدث مرض السكري الكاذب الكلوي كأثر جانبي لبعض الأدوية. الدواء الأكثر شيوعًا وشهرة هو الليثيوم، رغم وجود أدوية أخرى عديدة تحدث نفس الأثر ولكن بمعدل أقل.

### وراثي
هذا النوع من السكري الكاذب يمكن كذلك أن يكون وراثيا نتيجة لخلل في أي من الجينات التالية
| النوع | OMIM   | الجين | الموقع الكروموسومي |
| ----- | ------ | ----- | --- |
| NDI1  | 304800 | AVPR2 | عادة، يحدث الشكل الوراثي للسكري الكاذب الكلوي كنتيجة لخلل مرتبط بالكروموسوم X يجعل مستقبِل هرمون الفازوبرسين في الكلية لا يعمل شكل صحيح.                                                                                 |
| NDI2  | 125800 | AQP2  | في حالات أكثر ندرة، تعيق طفرة في الجين AQP2 الوظيفة الطبيعية لقنوات المياه في الكلى، ما يؤدي لعدم قدرة الكلى على امتصاص الماء. تورث هذه الطفرة بطريقة جسمية متنحية، إلا أن بعض الطفرات السائدة يتم تسجيلها من حين لآخر. |

## التشخيص
يشمل التشخيص التفريقي كل من مرض السكري الكاذب كلوي المنشأ وعصبي المنشأ، والعطاش النفسي. يمكن التفريق بينهم بواسطة اختبار الحرمان من الماء. حديثًا، يمكن تقييم مستوى هرمون فازوبرسين معمليًا ويساعد ذلك في التشخيص.
إذا كان المريض قادرًا على الشرب بشكل مناسب، فإن تركيز الصوديوم ينبغي أن يكون بالقرب من الحد الأقصي للنطاق الطبيعي. لكن هذا ليس اختبارًا تشخيصيًا لأنه يعتمد على قدرة المريض على الشرب.
يمكن كذلك استخدام دزموبريسين، إذا كان المريض قادر على تركيز البول بعد إعطائه دزموبريسين، فإن سبب السكري الكاذب حينها يكون عصبي المنشأ، أما إذا لم يستجب المريض للدزموبريسين فإن السبب غالبا كلوي المنشأ.

## العلاج
يحتاج المصابون بمرض السكري الكاذب كلوي المنشأ لاستهلاك ما يكفي من السوائل لمعادلة حجم البول. يجب معالجة أي سبب رئيسي للمرض مثل فرط كالسيوم الدم في سبيل معالجة المرض. العلاج الأساسي هو هيدروكلورثيازيد ، وأميلوريد. مع الأخذ في الاعتبار نظام غذائي منخفض الملح والبروتين.
يستخدم الثيازيد في العلاج لأن مرض السكري الكاذب يتسبب في إخراج ماء أكثر من الصوديوم (يخفف البول). ويؤدي ذلك إلى زيادة تركيز الصوديوم في الدم (زيادة الأسمولية). زيادة أسمولية الدم تحفز مركز العطش في المخ وتسبب العطاش في محاولة لاستعادة أسمولية الدم وتوفير مياه حرة لإخراج المواد المذابة الزائدة في الدم. مع ذلك، نظرًا لأن المريض غير قادر على تركيز البول لإخراج المواد المذابة الزائدة، يفشل البول في خفض أسمولية الدم وتعيد الدورة نفسها مجددًا، ما يسبب البوال. تسمح مدرات بول الثيازيد بزيادة إخراج الصوديوم والماء، وبالتالي خفض أسمولية الدم وإزالة الحجم الزائد. بشكل أساسي، يسمح الثيازيد بزيادة إخراج المواد المذابة في البول، مكسرًا دورة العطاش-البوال.

## روابط خارجية
- Silent Symptoms of Diabetes That You Need to Know